# Verfassungsgeschichte des Mittelalters
Die Verfassungsgeschichte des Mittelalters zeigt den staatsrechtlichen Rahmen auf, innerhalb dessen sich die mittelalterlichen Gesellschaften organisierten. Sie bildet einen Teilbereich der Rechtsgeschichte und speziell der 
Verfassungsgeschichte. Ihrer Erforschung widmet sich u. a. die 1977 gegründete Vereinigung für Verfassungsgeschichte.
Die Verfassung des Heiligen Römischen Reichs (HRR), die hier beispielgebend dargestellt sei, war keine systematisch niedergeschriebene Verfassung im heutigen Sinne, sondern war aus einer relativ unkoordinierten Anzahl von Einzelentscheidungen, richterlichen Urteilen u. ä. in verurkundeter Form sowie aus Gewohnheitsrecht zusammengesetzt. Die Entscheidungen auf Reichsebene z. B. konnten vom Monarchen allein (vor allem im Frühmittelalter), vom Monarchen mit Zustimmung der Stände (Steuererhebung, Kriegführung im Reichstag; die Goldene Bulle von 1356 z. B. im Hoftag), oder in Ausnahmefällen auch von anderen Gremien (Kurfürsten-Wahl des Monarchen seit ungefähr dem Spätmittelalter) getroffen werden. Eine weitere Methode der Entscheidungsfindung war das Konkordat (z. B. Wormser Konkordat von 1122), das eine vertragliche Vereinbarung unter mehreren Parteien zu besiegeln hatte. Vor allem Hoch- und Spätmittelalter waren also eine Epoche, die den Monarchen keine absolutistische Machtfülle zugestand.
In sehr rudimentärer Form regelte die mittelalterliche Verfassung somit die damaligen gesellschaftlichen Verhältnisse: Struktur von Lehenswesen und Grundherrschaft; politischer Aufbau von Reich und Territorialstaaten (Reichstag, Landtage) im Rahmen der Ständeordnung. Dazu mit der Zeit Landfriedens-Ordnungen, die das Fehde- und Faustrecht einzudämmen suchten. Da die mittelalterlichen Territorien mehr Personenverbände als Staaten im heutigen Sinne waren (schon die äußerst mangelhaften Kommunikationsmöglichkeiten verunmöglichten eine systematische Regierungstätigkeit), konnte von einem staatlichen Gewaltmonopol oder gar Rechtsstaatlichkeit keine Rede sein, Rechts-Willkür oder gar Selbstjustiz in Form der Fehde waren omnipräsent.